# Jean-Antoine Nollet
Jean-Antoine Nollet (ur. 19 listopada 1700 w Pimprez, zm. 25 kwietnia 1770 w Paryżu) – francuski fizyk eksperymentalny, duchowny, wynalazca elektrometru, twórca teorii o przepływie ładunku elektrycznego na skutek przyciągania i odpychania pomiędzy naładowanymi ciałami oraz teorii o możliwym korzystnym wpływie elektryczności na organizmy żywe.

## Życiorys
Urodził się w Pimpréz na północ od Paryża. Ojciec, prosty wieśniak z trudem dał się przekonać, by syn się kształcił. Uczył się najpierw w Beauvais, następnie zaczął studiować teologię w Paryżu. Poprzestał na uzyskaniu święceń diakona. Potem zawsze występował jako abbé Nollet. W 1728 roku dostał się do stowarzyszenia, które zajmowało się badaniami przyrody. Tam zwrócił na siebie uwagę zdolnościami w konstruowaniu przyrządów. Dzięki temu uczony Du Fay zatrudnił Nolleta jako asystenta. Oprócz zainteresowań teologicznych i prowadzenia klasztoru, Nollet zasłynął z budowy globusów przedstawiających plan kuli ziemskiej i nocnego nieba (1728) dla księżnej du Maine, córki króla Francji Ludwika XIV. Ojciec Nollet zajął się również z Du Fayem badaniami nad elektrycznością – między innymi zauważył on wyładowania na ostro zakończonych przewodnikach, prowadził też badania nad przewodzeniem w różnych warunkach i wpływem elektryczności na organizmy żywe. W 1734 roku został zaproszony do Królewskiego Stowarzyszenia w Londynie. Następnie odbył podróż do Holandii, gdzie zetknął się ze słynnymi uczonymi, jak John Theophilus Desaguliers, Willem Jacob ’s Gravesande i Pieter van Musschenbroek. Został pierwszym profesorem fizyki eksperymentalnej na Uniwersytecie Paryskim. W 1739 roku dołączył do Królewskiej Akademii Nauk w Paryżu, której został członkiem rzeczywistym w 1742 roku. W 1743 roku wydał pierwszy tom swego dzieła „Leçons de physique axperimentale” (Wykłady z fizyki doświadczalnej). Wkrótce ukazało się następnych pięć tomów. W 1745 roku ogłosił swoją teorię o przepływie ładunku elektrycznego na skutek przyciągania i odpychania pomiędzy naładowanymi ciałami.
W 1748 roku Nollet zbudował pierwszy ze swoich elektrometrów – elektroskop do mierzenia stopnia elektryzacji. Nollet pierwszy też opisał zjawisko osmozy w 1748 roku. Słynne są również jego doświadczenia z 1746 roku – gdzie 180 gwardzistów królewskich w Galerii Zwierciadlanej pałacu w Wersalu ustawionych w podkowę zostało połączonych krótkimi odcinkami drutu i gdy wszyscy doznali elektrowstrząsów po podłączeniu ich do ogniwa. Eksperyment został powtórzony na jeszcze większą skalę. W paryskim klasztorze kartuzów 700 mnichów utworzyło łańcuch o długości prawie 1800 metrów.
W 1756 roku objął utworzoną przez Ludwika XV katedrę fizyki eksperymentalnej w paryskim Collége de Navarre. Dwa lat później król mianował Nolleta nauczycielem fizyki swoich synów.
Był nie tylko wspaniałym wykładowcą, ale także zdolnym badaczem. Skonstruował elektroskop listkowy do pomiarów naelektryzowania ciał, mierzył prędkość dźwięku w wodach Sekwany, odkrył zjawisko dyfuzji cieczy.
Zmarł w Paryżu 25 kwietnia 1770 roku na zapalenie wyrostka robaczkowego.